# Abklingbecken

Schemagrafik eines Siedewasserreaktors (Typ General Electric Mark I) 1, 27: Brennelemente im Abklingbecken (5) bzw. 1: im Reaktordruckbehälter (gelb); 26: Kran für Brennelementetransport

Brennelementelager in der Reaktorhalle des russischen Kernkraftwerks Balakowo; Blick auf die Lücke in der Wand zwischen Reaktorbehälter und Abklingbecken. Im oberen Bereich ist in Hellblau die Brennelementwechselmaschine zu sehen.

Abklingbecken (auch Nasslager, Brennelementbecken oder Brennelementelager) sind mit Wasser gefüllte Becken in Kernkraftwerken, in denen die im Kernreaktor verbrauchten (abgebrannten), anfänglich hochradioaktiven Brennelemente zum Abklingen, das heißt zur Verminderung der restlichen Strahlungsaktivität und Temperatur (Nachzerfallswärme) bis zur Transportfähigkeit, mehrere Jahre gelagert und gekühlt werden können.
Abklingbecken liegen in der Regel in unmittelbarer Nähe des Reaktors, da die Brennelemente beim Transport vom Reaktorkern zum Abklingbecken dauernd gekühlt werden müssen. Auch aus Strahlenschutzgründen müssen die Brennelemente ständig von genügend Wasser umgeben sein. Die Mindestüberdeckung mit Wasser beträgt ca. zwei Meter.

## Abklingprozess
Die Brennelemente kommen mit einer durch die Zerfallswärme entstehenden Temperatur von über 100 °C aus dem Reaktor ins Abklingbecken. Da das als Kühlmittel benutzte Wasser als Moderator wirkt, müssen im Abklingbecken zusätzlich Neutronenabsorber vorhanden sein, um eine Kritikalität zu vermeiden.
Während der Lagerung zerfallen die bei der Kernspaltung im Reaktor gebildeten, größtenteils kurzlebigen Radionuklide. Die dabei frei werdende Energie wird in Form von Wärme an das umgebende Wasser abgegeben und über Kühlkreisläufe abgeführt. Dabei ist hier oft und gut das Phänomen des so genannten Tscherenkow-Lichts zu beobachten: eine bläuliche Leuchterscheinung, die beim Durchgang schneller Elektronen durch Wasser hervorgerufen wird. Unter normalen Umständen beträgt die Wassertemperatur im Abklingbecken weniger als 50 °C (im Regelbetrieb unter 45 °C). Dieses Wasser dient, zumindest in neueren Kernkraftwerken, zwecks Erhöhung des Wirkungsgrades dem Sekundärkreislauf als Speisewasservorerwärmer.
Die Brennelemente verbleiben im Abklingbecken, bis ihre Radioaktivität und damit die entstehende Nachzerfallswärme so weit abgenommen hat, dass sie transportiert werden können. Begrenzend ist hierbei sowohl die Dosisleistung als auch die Wärmeleistung, da es gesetzlich vorgeschriebene Grenzwerte für die äußere Dosisleistung und die Oberflächentemperatur bei den Transportbehältern (wie etwa beim CASTOR) gibt. Nach dem Abklingen werden die Brennstäbe in Zwischenlager gebracht. Endlager existieren bis heute nicht.

## Umlagerung der Brennelemente

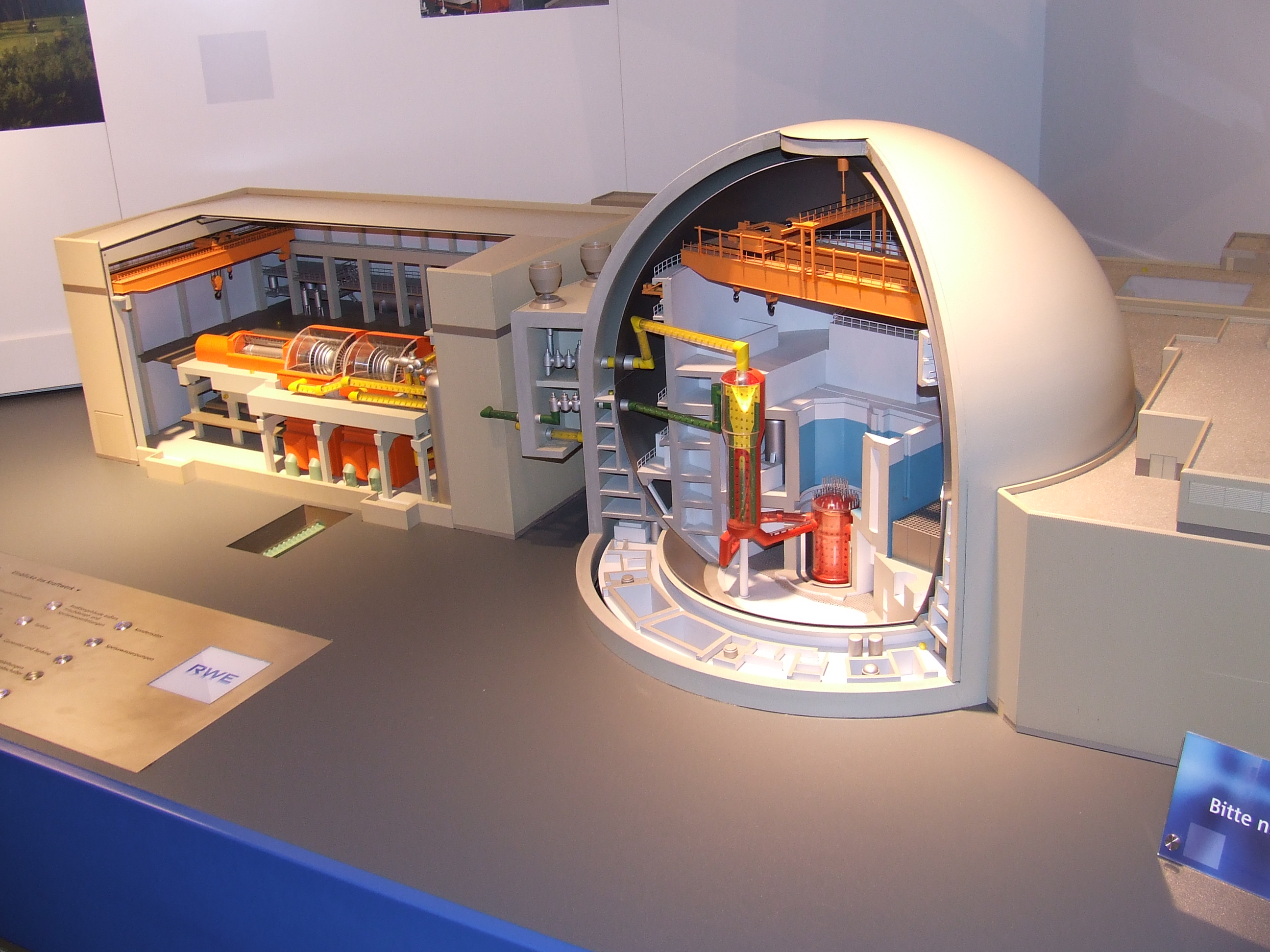
Modell des deutschen Kernkraftwerks Emsland, das Abklingbecken liegt rechts vom Reaktorbehälter, die Brennelemente darin in brauner Farbe; gut zu sehen ist der Schlitz in der Wand für den Transport der Brennelemente vom (wassergefluteten) Reaktorbehälter zum Abklingbecken

Zur Umlagerung von (abgebrannten) Brennelementen aus dem Reaktor werden zunächst der Beton-Deckel des biologischen Schildes und bei Reaktoren, bei denen sich das Abklingbecken nicht im Containment befindet, der Deckel des Sicherheitsbehälters (engl. Containment, in der obigen Schemagrafik orange) geöffnet und zur Seite gelegt. Anschließend wird der Reaktordruckbehälter (RDB) bis zum Flansch gefüllt und drucklos gehalten. Dann wird der 40 bis 100 Tonnen schwere RDB-Deckel (gelbe Kuppel oberhalb von Nr. 41 in der Schemagrafik) per Kran (Nr. 26 in der Abbildung) nach oben abgehoben. Der Reaktorkern ist somit von oben zugänglich. Nach dem Öffnen des RDB wird das Transportbecken, also der Bereich über dem Reaktordruckbehälter (gelb), mit Wasser geflutet bis der Wasserstand auf derselben Höhe ist wie der des Abklingbeckens. Wenn das der Fall ist, wird durch Entfernen der Lagerbeckenschleuse eine Verbindung zwischen RDB und Abklingbecken hergestellt. Die stark strahlenden Brennelemente sind durch die große Wasserüberdeckung ausreichend abgeschirmt.
Die Brennelemente können mit der Brennelementwechselmaschine (einem speziellen Kran auf einer Fahrbrücke oberhalb der Becken) durch die Lagerbeckenschleuse in der Wand des (im Normalbetriebs trockenen) Transportbeckens aus dem Reaktorbehälter in das benachbarte Abklingbecken gehoben werden. Dort lagern sie dann in einem Aufbewahrungsgestell (Abb., Nr. 27).

## Lagermengen
Die Kapazität umfasst aus betrieblichen Gründen und für Notfälle mindestens eine Reaktorfüllung Brennelemente, mittels Lagergestellen wird die Kapazität für weitere Lagermengen hergestellt (konventionelle Lagerung).
Auf dem Wege der so genannten Kompaktlagerung wird die Lagerkapazität nochmals um ein Mehrfaches erweitert, hierbei wird durch den Einbau von Absorbermaterial in die Lagergestelle eine engere Belegung mit Brennelementen ermöglicht.
Angesichts fehlender Endlager und qualifizierter Transportbehälter werden Abklingbecken über den betrieblich notwendigen Lagerbedarf der jeweiligen Kraftwerke hinaus als Zwischenlager für verbrauchte Brennelemente verwendet. So sind die deutschen Abklingbecken durchschnittlich zu 83 % gefüllt, das des Kernkraftwerks Isar I sogar zu 91 %.

## Lagerzeit
G. Schmidt vom Öko-Institut in Darmstadt bezeichnete wegen der zur Lagerung notwendigen aktiven Kühl- und Reinigungssysteme mit der für sie benötigten Energie eine Dauer von maximal vier Jahren für die so genannte Nasslagerung als geeignet; diese bestätigte der Leiter für interne Kommunikation des Kernkraftwerks Grohnde.
Nach Angaben von Michael Sailer, dem ehemaligen Leiter der deutschen Reaktor-Sicherheitskommission, lagern in den Abklingbecken deutscher Kernkraftwerke die Brennelemente ca. 5 Jahre, in denen des japanischen Kernkraftwerks Fukushima-Daiichi ca. 15 Jahre.
Mangels geeigneter Endlager werden zum Beispiel auch in den USA die dort vorgesehenen 5 Jahre deutlich überschritten.

## Risiken
Im Nachhall der Nuklearkatastrophe von Fukushima erhob sich zur etwaigen Minimierung der Risiken von Kernkraftwerken der Vorschlag, Abklingbecken zukünftig räumlich von Reaktoranlagen zu trennen.
Bei der derzeit (2011) weltweit am weitesten fortgeschrittenen Planung eines möglichen Endlagers für Atommüll im schwedischen Forsmark ist eine Vorgabe, abgebrannte Kernbrennstäbe möglichst wenig transportieren zu müssen.

### Einwirkungen von außen
Bei Kernkraftwerken mit internen Abklingbecken befinden sich diese stets direkt neben dem Flutraum des Reaktors, um die Brennelementhandhabung zu erleichtern, und somit innerhalb des Reaktorgebäudes. Der Schutz gegen Einwirkungen von außen hängt damit von der Gebäudekonstruktion des Reaktorgebäudes ab, die in Deutschland seit Mitte der 1980er Jahre beispielsweise den Schutz gegen Flugzeugabsturz berücksichtigt. Bei Druckwasserreaktoren befindet sich das Becken innerhalb des Sicherheitsbehälters.

### Kühlung

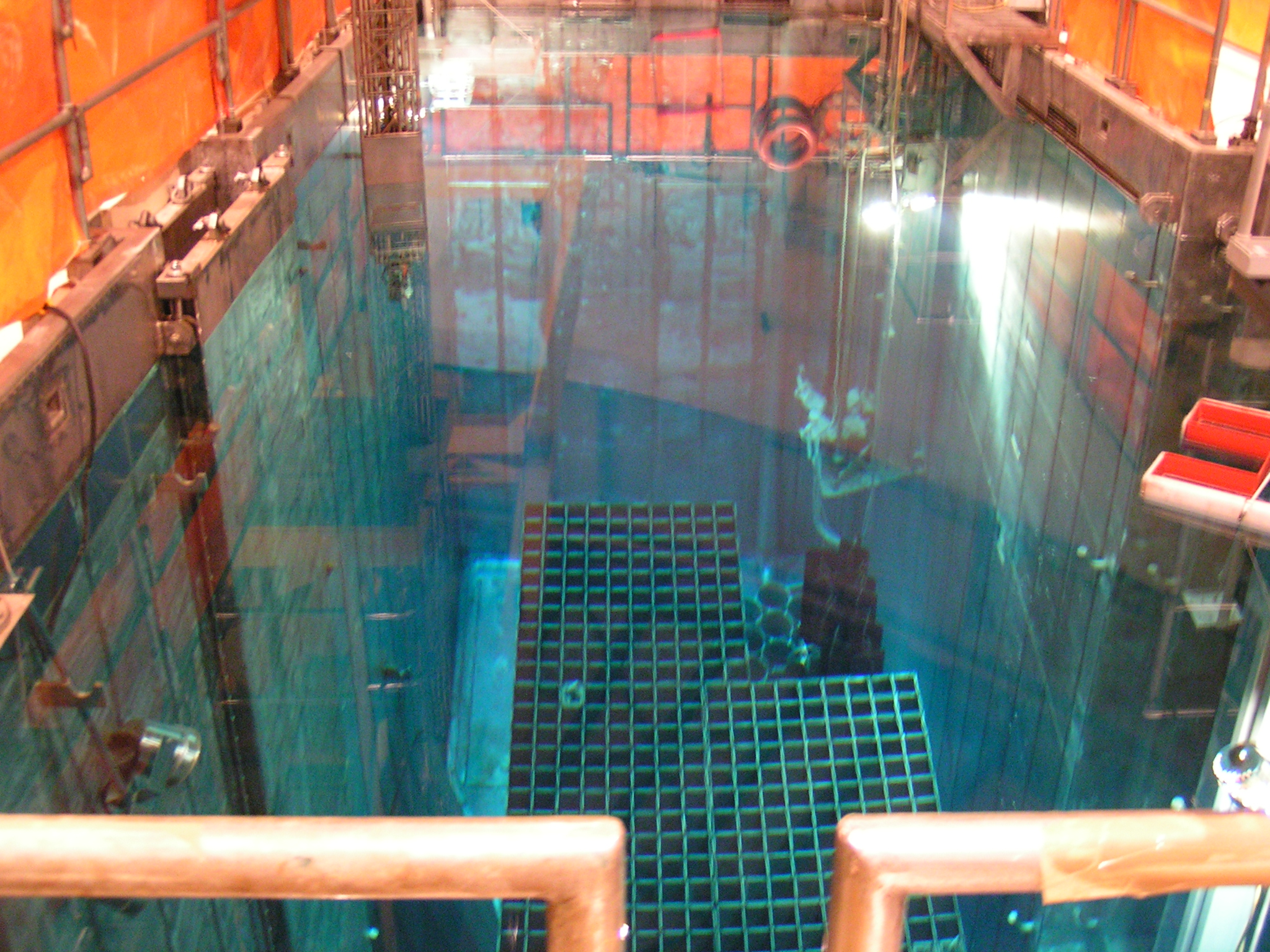
Fast leerer Brennelementlagerkasten im Abklingbecken des italienischen Kernkraftwerks Caorso

Bei einem Leck oder Ausfall der Kühlung kann das Becken durch Auslaufen bzw. Verdampfung (teilweise) trockenlaufen. In diesem Fall können sich die dort gelagerten Brennelemente übermäßig erhitzen. Ist im Becken dabei noch Wasser vorhanden, kann bei ca. 800 °C das Zircaloy der Hüllrohre mit dem Wasser(-dampf) in einer exothermen Redox-Reaktion zu Zirconiumoxid und Wasserstoff reagieren und sich in kurzer Zeit ein explosives Knallgasgemisch bilden.
Bei kompletter Trockenlegung der Brennstäbe können diese in Brand geraten, was eine Zerstörung der Brennelemente zur Folge hat. Auch bei diesem Szenario wird Radioaktivität freigesetzt; zusätzlich werden mit dem entstehenden Rauch die verschiedenen in den verbrauchten Brennelementen vorhandenen Radionuklide in die Atmosphäre freigesetzt (Kamineffekt, siehe Katastrophe von Tschernobyl). Die einzige Gegenmaßnahme ist das rechtzeitige Nachfüllen kühlen Wassers, um den Wasserspiegel im Becken ausreichend hoch für die notwendige Kühlung zu halten. Da das Wasser neben der Kühlwirkung auch als Abschirmung für die ionisierende Strahlung der Brennelemente im Becken dient, ist im Falle eines zu niedrigen Wasserspiegels ein Auffüllen zusätzlich durch unter Umständen starke ionisierende Strahlung erschwert. Ebenfalls besteht die Gefahr, dass bei hoher Brennstofftemperatur durch die Wassernachspeisung die oben erwähnte Wasser-Zirkaloy-Reaktion gestartet wird.
In einer infolge der Nuklearkatastrophe von Fukushima erstellten Studie bewertet die schweizerische Atomaufsichtsbehörde Ensi die Sicherheitslage für die Kühlmöglichkeiten der Brennelementlager, sprich der Abklingbecken, in den Kernkraftwerken Beznau I und II sowie Leibstadt am Hochrhein als „nicht ausreichend“. Es wurden Nachrüstmaßnahmen angeordnet.

### Undichtigkeiten
Auch in Abklingbecken können sich Unfälle ereignen und Radioaktivität, zum Beispiel über entweichendes Kühlwasser, freigesetzt werden. So wird beim Becken des amerikanischen Kernkraftwerks Indian Point derzeit beobachtet, dass unter den Grenzwerten liegende Mengen von Tritium, Cäsium und Strontium ins Grundwasser gelangen und von dort weiter in den Hudson River verschleppt werden.
Sollte das Kühlwasser durch ein größeres Leck relativ schnell entweichen und sollten Notfallmaßnahmen zur Nachspeisung des Wassers etwa mittels Tanklöschfahrzeugen nicht rechtzeitig funktionieren, so droht bei starker Entleerung des Beckens ein sogenannter Zirkoniumbrand, d. h. die Zirkon-Hüllrohre der Brennelemente reagieren nach ihrer Aufheizung heftig mit Sauerstoff. Neue Experimente mit einzelnen Brennstäben haben ergeben, dass es nach einer durchschnittlichen Zeitdauer nach Entnahme aus dem Reaktor rund 12 Stunden dauert, bis eine Entzündung auftritt. Wurden die Brennelemente allerdings erst vor kurzer Zeit dem Reaktor entnommen (die Nachzerfallswärme ist so noch höher), kann sich diese Zeitdauer bis zur Entzündung jedoch erheblich verkürzen.

### Wasserstoffbildung
Im Normalbetrieb kann sich durch Radiolyse in der Nähe der eingelagerten Brennelemente das Wasser in Wasserstoff und Sauerstoff spalten. Damit sich keine größeren Ansammlungen dieser beiden Gase (Knallgas) unter dem Dach des Abklingbeckens sammeln können, muss die Luft von dort kontinuierlich abgesaugt werden, da ansonsten gegebenenfalls nach einiger Zeit Explosionsgefahr besteht.